# Niamina

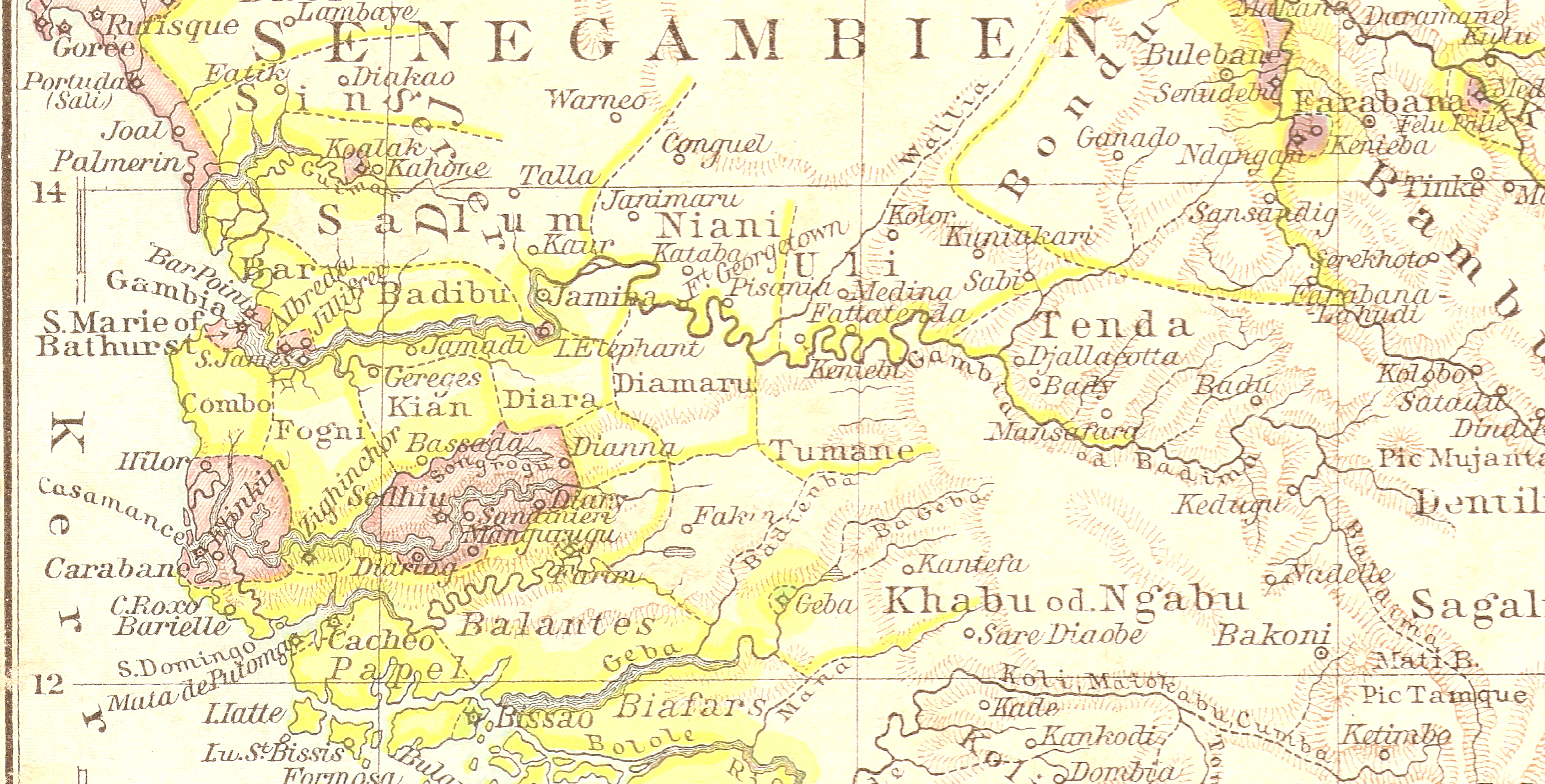
Alte Karte aus dem Andrees Allgemeiner Handatlas (1881) mit der Lage von Jamina

Niamina (Namensvariante: Jamina, Yamina) war ein kleines Reich im heutigen westafrikanischen Staat Gambia.
Das Reich war im 19. Jahrhundert eines der neun Reiche der Mandinka am südlichen Ufer des Gambia-Flusses. Es reichte im Wesentlichen von der Insel Pappa Island im Norden über die große Flussschleife im Westen, stromaufwärts von Elephant Island gelegen, bis zum Sofaniama Bolong im Süden. Die Distrikte Niamina Dankunku, Niamina West und Niamina East in der Central River Region nehmen Bezug auf dieses Reich. Benachbart waren im Südwesten das Reich Jarra und im Osten das Reich Eropina.
Aus dem Jahr 1732 gibt es zwei historische Karten mit den Titeln „A map of the River Gambia from its mouth to Eropina“ und „A map of the River Gambia from Eropina to Barrakunda“. Diese zeigen den Flusslauf von der Mündung in den Atlantischen Ozean bis Eropina sowie von Deer Island bis Barrakunda. Auf der ersten Karte ist Niamina als Yamina bezeichnet.